# メイ・ブリッツ
メイ・ブリッツ（May Blitz）は、1970年代初頭に活動したカナダとイギリスのサイケデリック・ロック・パワー・トリオ。
このグループは、1969年にベーシストのテリー・プールとドラマーのキース・ベイカー（ブルースロック・トリオであったベイカールーのリズム・セクション）によって結成された。ギタリストのクレム・クレムソンがコロシアムに参加するために脱退したときにどちらもグループを去った。ジェイミー・ブラックがボーカルとギターでメイ・ブリッツに加わったが、プールとベイカーがレコーディング前にグループを脱退してしまう。プールとベイカーはそれぞれヴィネガー・ジョーとユーライア・ヒープに加わった。その後、ブラックは、ベースにカナダ人のリード・ハドソンを、ドラムにジェフ・ベック、ホリーズ、サウンズ・インコーポレイテッドと共演したトニー・ニューマンを加えた。
イギリスのパブで演奏活動を行った後、グループはヴァーティゴ・レコード（アメリカではParamount Recordsに所属）と契約し、1970年にデビュー・アルバムをリリースした。セカンド・アルバムが1971年初頭に続いたが、商業的な成功がなかったため、トリオは1971年後半に解散した。元々、カナダ出身のブラックとハドソンは母国に戻り、ニューマンはガーヴィッツ兄弟のエイドリアンとポールによって結成され、率いられたスリー・マン・アーミーに加入した。

## ディスコグラフィ

### アルバム
- 『メイ・ブリッツ』 - May Blitz (1970年、Vertigo)
- 『セカンド・オブ・メイ』 - 2nd of May (1971年、Vertigo)
- Essen 1970 (2012年、Thors Hammer) ※ライブ